# 客戶端加密
客戶端加密（英語：Client-side encryption）是一門密码学加密技術，指的是先将數據於發送端進行加密，然後才傳送到像网盘般的伺服端。此舉使得只有發送者擁有密鑰，繼令服務提供者難以將數據解密。應用了客戶端加密的應用程式私隱性相對較強，即使是服務提供者也不能直接得知被加密的內容。該些應用程式有時會以「零知識」這一誤導性用語作宣傳。

## 解說
客戶端加密旨在使服務提供者（或強迫其交出數據的第三方）難以窺探用戶上傳的數據，保證儲存在雲端上的文件只能於相應客戶端上查看。这样可以防止数据丢失，以及文件在未經授權的情況下洩露給第三方，令用戶更為安心。
目前的学术研究及IT專業人士皆建議，开发者應在應用程式上加入客戶端加密功能，以保障資訊的機密性及完整性。
提供了客戶端加密的云存储服務有Tresorit、MEGA、SpiderOak。截至2016年2月，ICloud、 Google Drive、Dropbox皆不支援客戶端加密。